# Джордже Кръстич
Джордже Кръстич (на сръбски: Ђорђе Крстић) е сръбски учител, деец на Сръбската пропаганда в Македония.

## Биография
Кръстич живее в Цариград. Брат му е свещеник. В 1893 година става учител по турски език в Цариградската сръбска гимназия със заплата 60 динара месечно. Освен турски говори и други езици. По-късно се установява като аптекар в Скопие, където умира.